# غلين تايلور (لاعب اتحاد الرغبي)
غلين تايلور (بالإنجليزية: Glenn Taylor)‏ هو لاعب اتحاد الرغبي نيوزيلندي، ولد في 23 سبتمبر 1970 في وانغاري في نيوزيلندا.